# Dusit
Dusit est l'un des 50 khets (circonscriptions) de la ville de Bangkok, en Thaïlande. Situé sur la rive gauche (orientale) de la Chao Phraya, il abrite notamment le domaine royal de Dusit, où réside habituellement le roi de Thaïlande, et les bâtiments du parlement de Thaïlande.

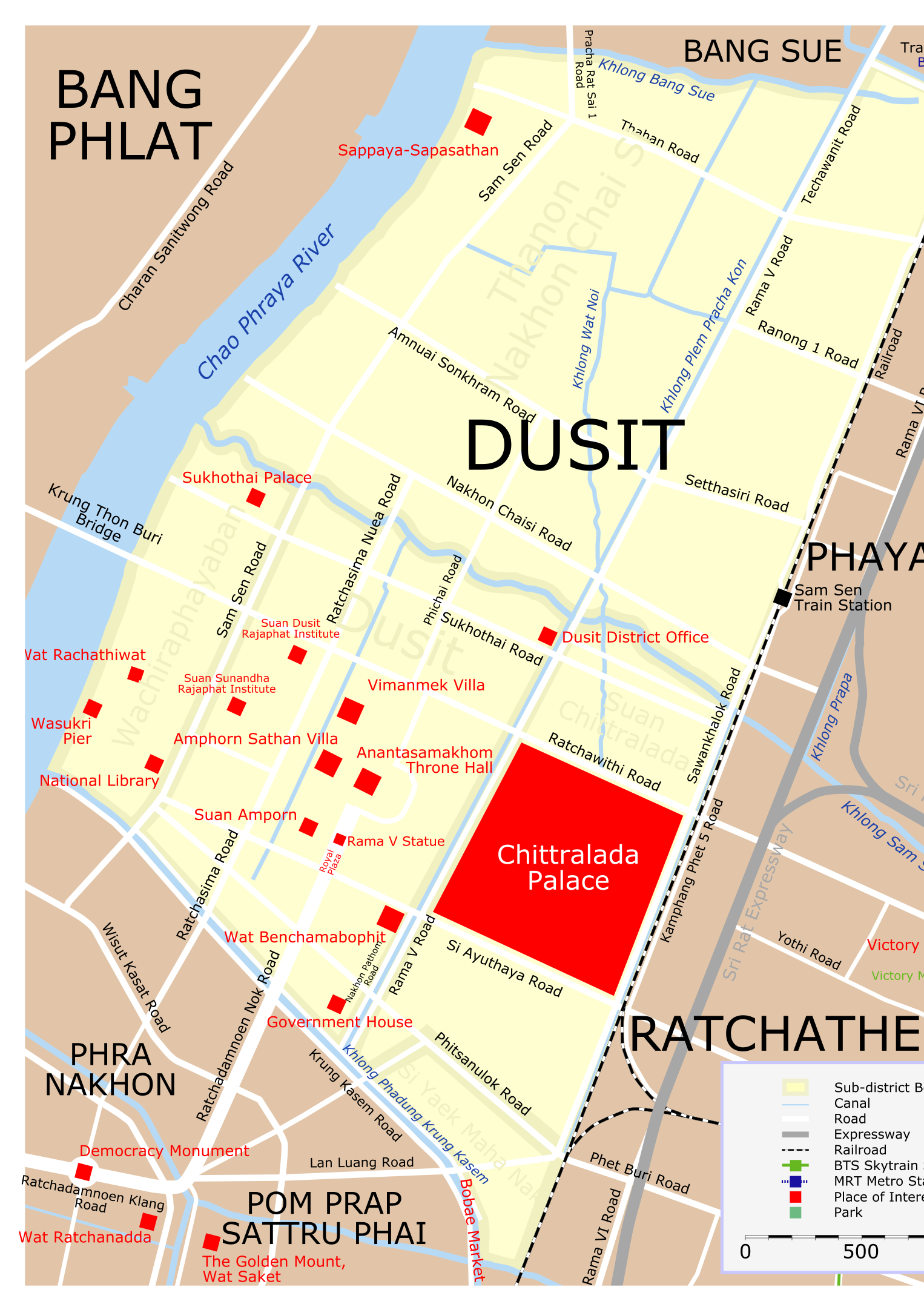
Carte du quartier de Dusit

Carte du domaine royal de Dusit en 2011